# Balassa-Samuelson-Effekt
Als Balassa-Samuelson-Effekt (auch Samuelson-Balassa-Effekt) werden zwei wirtschaftstheoretische Begründungen zu Merkmalen von Entwicklungs- und Schwellenländern bezeichnet:
1. Währungen von Entwicklungsländern sind tendenziell unterbewertet (Balassa-Effekt).
2. Entwicklungsländer, die sich im Aufholprozess befinden, weisen höhere Inflationsraten auf als Industrieländer (Samuelson-Effekt).

Die beiden Effekte sind jeweils nach ihren Urhebern (Béla Balassa und Paul Samuelson) benannt.

## Balassa-Effekt
Ausgangspunkt von Balassas Überlegungen war die These, dass Entwicklungsländer bei handelbaren Gütern (Tradables) eine niedrigere Arbeitsproduktivität aufweisen als Industrieländer. Aufgrund des weltweiten Wettbewerbs und der Gültigkeit der Kaufkraftparität unterscheiden sich jedoch die Preise für beide Güter nicht.
Weiterhin geht Balassa davon aus, dass bei nicht handelbaren Gütern und Dienstleistungen (Non-Tradables) zwischen beiden Ländern keine Produktivitätsunterschiede bestehen (insbesondere bei sehr arbeitsintensiven Dienstleistungen sind kaum Produktivitätsunterschiede realisierbar, z. B. Friseur, Restaurant). Im Verhältnis zu Industrieländern sind Entwicklungsländer nach Ansicht Balassas also bei diesen nicht handelbaren Gütern gleichermaßen produktiv. (Bei niedrigeren Löhnen wird folglich billiger produziert.)
Aufgrund seiner größeren ökonomischen Bedeutung ist nach Ansicht Balassas der Sektor der handelbaren Güter jedoch maßgeblicher für die Höhe der Löhne, die sich somit hauptsächlich nach Maßgabe der Produktivität der Arbeitskräfte im Sektor handelbarer Güter bestimmt und dann aufgrund der Arbeitsmobilität gleichermaßen für den Sektor nicht handelbarer Güter gilt.
Somit können Entwicklungsländer handelbare Güter also zu gleichen Preisen wie Industrieländer produzieren (aufgrund niedrigerer Löhne bei niedrigerer Produktivität). Allerdings sind nach Balassas Theorie die Preise für nicht-handelbare Güter in Entwicklungsländern niedriger (niedrigere Löhne bei gleicher Produktivität) – das heißt, das durchschnittliche Preisniveau der Entwicklungsländer liegt unterhalb dessen der Industrieländer.
Weil die der Kaufkraftparitätentheorie zugrundeliegenden Güterströme nur bei handelbaren Gütern zustande kommen, bleibt das niedrigere Preisniveau der Entwicklungsländer bestehen – ihre Währungen bleiben also unterbewertet.

## Samuelson-Effekt
Samuelsons Überlegung fußt auf Balassas Annahme einer niedrigeren Arbeitsproduktivität der Entwicklungsländer im Sektor handelbarer Güter. Er geht daher davon aus, dass stark wachsende Schwellenländer vor allem im Tradables-Sektor starke Produktivitätszuwächse verzeichnen. Dies führt (bei angenommener Grenzproduktivitätsentlohnung) zu höheren Lohnwachstumsraten.
Im Sektor der handelbaren Güter dürften die Preise daher kaum steigen, da die Lohnsteigerungen durch das Produktivitätswachstum ausgeglichen werden. Allerdings werden die höheren Löhne auch im Sektor der nicht-handelbaren Güter gezahlt, da sonst alle Arbeitskräfte dieses Sektors in den handelbaren Sektor abwandern würden. Da im Sektor der nicht-handelbaren Güter jedoch kein entsprechendes Produktivitätswachstum stattfindet, müssen die steigenden Kosten durch höhere Preise für diese Güter ausgeglichen werden. Folglich ist eine insgesamt höhere Inflationsrate wahrscheinlich.

## Bedeutung der Effekte
Beide Effekte lassen sich empirisch gut belegen und werden daher von den meisten Ökonomen als Fakt akzeptiert. Von größerer wirtschaftspolitischer Bedeutung dürfte der Samuelson-Effekt sein; er spielt heute insbesondere im Zusammenhang mit der Euro-Einführung in den mittel- und osteuropäischen Ländern (MOEL) eine Rolle. Die MOEL können nach Samuelsons Definition als Entwicklungsländer im Aufholprozess bezeichnet werden, für die demnach tendenziell höhere Inflationsraten zu erwarten sind. Sollten die MOEL den Euro einführen, so brächte dies möglicherweise zwei Probleme mit sich:
Erstens müssten sie zunächst die Konvergenzkriterien des Maastricht-Vertrags erfüllen. Demnach darf die Inflationsrate maximal 1,5 Prozentpunkte über der durchschnittlichen Inflationsrate der drei preisstabilsten Länder der Währungsunion liegen. Dies erscheint unter Berücksichtigung des Samuelson-Effekts sowohl schwierig als auch nicht unbedingt notwendig, da die höhere Inflation ja mit einem stärkeren Produktivitätswachstum einhergeht. Verschiedene Ökonomen plädieren daher dafür, das entsprechende Konvergenzkriterium für die MOEL abzuschwächen.
Zweitens brächte der Samuelson-Effekt möglicherweise Probleme für die einheitliche europäische Geldpolitik der EZB mit sich. Die EZB hat sich selbst das geldpolitische Ziel einer Inflation von zwei Prozent in der mittleren Frist gesetzt. Der Inflationswert bezieht sich dabei auf die durchschnittliche Preissteigerung im gesamten Euroraum. Da nach einer Euro-Einführung in den MOEL aufgrund des Samuelson-Effekts eine Zunahme der durchschnittlichen Inflation im Euroraum möglich ist, könnte sich die EZB veranlasst sehen, eine restriktivere Geldpolitik durchzuführen, um ihre Ziele zu erreichen. Auch hier wird von manchen Ökonomen kritisiert, dass eine solche Vorgehensweise der EZB falsch wäre, da sich ja an der Inflation der bisherigen Euro-Länder nichts geändert hat und die höhere Inflation in den neuen Euro-Länder aufgrund des höheren Produktivitätswachstums als wenig bedenklich erscheint. Die Ökonomen argumentieren dabei, dass ohne eine Anpassung der geldpolitischen Zielsetzung aufgrund der restriktiven Geldpolitik eine Deflation in den westlichen Euro-Ländern wahrscheinlicher werde.

## Geschichte
Im Jahre 1964 wurde der Balassa-Samuelson-Effekt durch Bela Balassa und Paul Samuelson unabhängig voneinander entwickelt.
Es überrascht, dass beide Wirtschaftswissenschaftler ihre Modelle separat und gleichzeitig durchgeführt haben, wobei eine teilweise Erklärung des Modells 25 Jahre früher von Roy Forbes Harrod in der Wirtschaftslehre der außenwirtschaftlichen Beziehungen beschrieben worden war.

## Die Theorie
Der Balassa-Samuelson-Effekt hängt von intersektoralen Unterschieden ab, die sich in der relativen Produktivität der handelbaren und nicht-handelbaren Gütern aufzeigen.

### Form des Effekts
Wenn sich Produktivitätssteigerungen gegen andere Länder in dem Handelssektor konzentrieren, wird sich der binnenländische Preis für nichthandelbare Waren erhöhen. Wenn sich typische Produktivitätssteigerungen bei den handelbaren Waren konzentrieren, wird sich hohe Produktivität letztlich mit dem RER (reale Verbrauchssteuer) ergänzen.
Wirtschaftliche Wachstumstheorien behaupten normalerweise, dass Produktivität steigt. Daher behauptet der Balassa-Samuelson-Effekt: Der handelbare Sektor hat eine höhere Produktivitätssteigerung als der nichthandelbare Sektor, was zu höheren relativen Preisen für nichthandelbare Produkte führt. Da die Preise von gehandelten Gütern konstant sind, sind die relativen Preise von nichthandelbaren Gütern höher und der CPI steigt mit der durchschnittlichen Produktivitätssteigerung.

### Der Effekt im Detail
Eine typische Diskussion über dieses Argument (z. B. durch Paul Krugman) würde die folgenden Eigenschaften einschließen:
− Die Produktivität von Arbeitern variiert von Land zu Land. Dieses ist die entscheidende Quelle des Einkommendifferentials bzw. des Produktivitätswachstums.
− Bestimmte arbeitsintensive Jobs sind Produktivitätinnovationen weniger entgegenkommend als andere. So ist etwa ein in hohem Grade erfahrener Burgerflipper in Zürich nicht produktiver als sein Moskauer Gegenstück (Burger pro Stunde). Diese Jobs sind jedoch Dienstleistungen, die am Ort durchgeführt werden müssen.
− Örtlich festgelegte Produktivitätssektoren sind auch die, die nicht-transportfähige Waren produzieren (zum Beispiel Haarschnitte).
− Um die lokalen Lohnniveaus auszugleichen, müssen die Mitarbeiter von McDonald’s in Zürich mehr verdienen als Moskauer Angestellte, obwohl die Burgerproduktionsrate pro Angestellten eine internationale Konstante ist.
− Der Verbraucherpreisindex wird folgendermaßen gebildet:
+ lokale Waren
+ Tradables, die überall den gleichen Preis haben.
− Damit Tradable-Waren PPP (Kaufkraftparität) folgen (Real), wird die Verbrauchssteuer verdoppelt (per Preisgesetz). Die Annahme, dass PPP nur für handelbare Waren zählt, ist prüfbar.
− Da die Geldwechselrate mit der Warenproduktivität von Handelswaren schwankt, sich die durchschnittliche Produktivität in geringerem Ausmaß verändert, ist das Produktivitätsgefälle (der realen Waren) kleiner als das Produktivitätsgefälle in den Geldbezeichnungen.
− Aus Produktivität wird Einkommen, also verändert sich das Realeinkommen geringfügiger als das Geldeinkommen.
− Das Preisniveau ist in produktiveren Wirtschaftssystemen höher, da die Geldwechselrate des Realeinkommens höher liegt.

## Rolle des Balassa-Samuelson-Effekts
Der Balassa-Samuelson-Effekt erklärt Preisänderungen zwischen handelbaren und nicht-handelbaren Gütern, die durch unterschiedliche Produktivitätsentwicklungen in beiden Sektoren verursacht werden. Wenn die Produktivität im handelbaren Sektor schneller steigt als im nicht-handelbaren Sektor, führt dies zu einem Anstieg der relativen Preise für nicht-handelbare Güter. Mit einer durchschnittlichen Produktivitätssteigerung steigen die relativen Preise der nicht-handelbaren Güter, während die Preise der handelbaren Güter konstant bleiben. Dies bedeutet, dass der Unterschied in der Produktivitätsentwicklung zwischen den beiden Sektoren die Preisstruktur beeinflusst.

## Der Balassa-Samuelson-Effekt in Zentraleuropa
Diese Arbeit möchte die unterschiedlichen Inflationsraten von sechs verschiedenen zentraleuropäischen Volkswirtschaften aufzeigen und analysieren. Diese sind die Volkswirtschaften von Kroatien, der Tschechischen Republik, Ungarns, Polens, der Slowakei und Slowenien. Der Umfang an handelbaren und nichthandelbaren Sektoren ist umfangreicher und detaillierter als in vorangegangenen Studien und die Datenmenge ist um einiges größer (vierteljährliche Datenerhebung in einem Zeitraum von 10 Jahren). Die wesentliche Schlussfolgerung ist folgende: 

Durchschnittliches Produktivitätswachstum pro Jahr

Produktivitätsunterschiede erklären nur einen Unterschied zwischen 0,2 und 2 Prozentpunkte der jährlichen Inflationsunterschiede in der Euroregion. Außerdem erklären sie nur einen kleinen Anteil der binnenländischen Inflation in den zentraleuropäischen Volkswirtschaften. Frühere Studien, die den Balassa-Samuelson-Effekt als bedeutender eingeschätzt haben, haben oftmals den Einfluss der Produktivitätsunterschiede auf die Inflation zwischen den Euro-Staaten missachtet und sich stattdessen einzig auf die binnenländische Inflation bezogen. Viele Studien haben zudem das relativ hohe Produktivitätswachstum der nichthandelbaren Industrie außen vor gelassen. Die Finanzanschläge dieser Arbeit suggerieren, dass Unterschiede des Produktivitätswachstums zwischen EU-Beitritten und des Euroraums sich vermutlich nicht so stark ausweiten werden, dass sie ein wesentlicher Faktor für die Fähigkeit dieser Länder zur Erfüllung der Maastricht-Kriterien werden.

## Balassa-Samuelson-Hypothese
Ein Erklärungsansatz für strukturelle Unterschiede in der Inflationsentwicklung zwischen einzelnen Ländern in einer Währungsunion wird im Folgenden dargestellt. Für die Inflationsraten gilt:
1) {\displaystyle \pi _{N}-\pi _{T}={\hat {a}}_{T}-{\hat {a}}_{N}}
- {\displaystyle \pi }: Inflationsrate

- {\displaystyle {\hat {a}}} als sektorale Inflationsraten bzw. Wachstumsraten der Arbeitsproduktivität

- T: handelbare Güter (Tradables)

- N: nicht-handelbare Güter (Non-tradables)

Das gesamtwirtschaftliche Preisniveau in Veränderungsraten ist:
2) {\displaystyle \pi =\alpha \cdot \pi _{N}+(1-\alpha )\cdot {\hat {a}}_{T}}
{\displaystyle \alpha } als die konstant angenommenen Bruchteile der Konsumausgaben, die für handelbare bzw. nicht handelbare Güter verwendet werden.

Aus 1) und 2) → 3) {\displaystyle \pi =\pi _{T}+\alpha \cdot ({\hat {a}}_{T}-{\hat {a}}_{N})} 

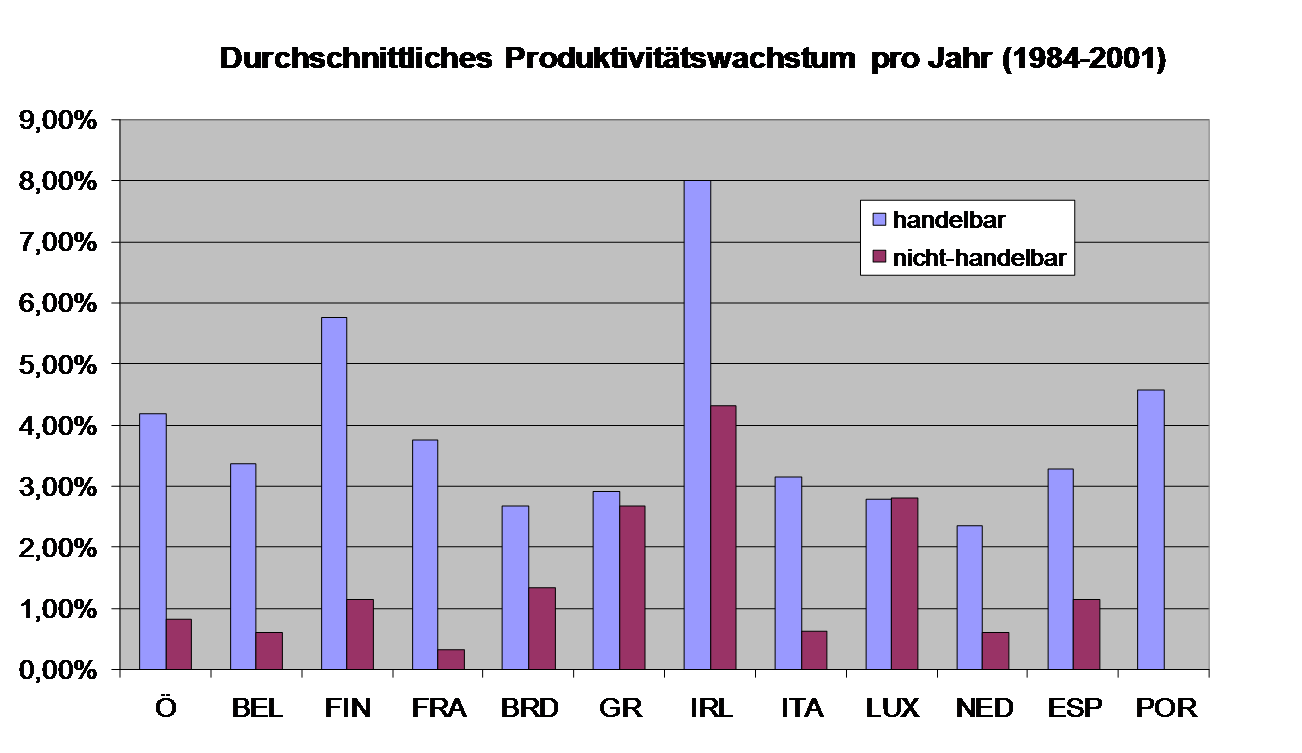
Inflationsdifferenzen in Euroland

Wenn die Inflationsrate handelbarer Güter {\displaystyle \pi _{T}} konstant ist und die Differenz des Produktivitätswachstums zwischen handelbaren und nicht-handelbaren Gütern steigt, dann ergibt sich eine höhere Inflationsrate {\displaystyle \pi }.
Weitere Annahmen : entsprechende Überlegungen für die ausländische Inflationsrate : {\displaystyle \pi ^{*}}.
Inflationsdifferenz zwischen beiden Sektoren im In- und Ausland:
Gleichung: {\displaystyle \pi ^{*}-\pi =\pi _{T}^{*}-\pi _{T}+\alpha \left(({\hat {a}}_{T}^{*}-{\hat {a}}_{N}^{*})-({\hat {a}}_{T}-{\hat {a}}_{N})\right)}
Inflationsdifferenz ist positiv oder {\displaystyle \pi ^{*}-\pi >0}. Hierfür gibt es zwei Ursachen:
- Der Preis handelbarer Güter im Ausland ist höher als im Inland.
- Der relative Preis nicht-handelbarer Güter im Ausland ist aufgrund des Produktivitätswachstums auch höher als im Inland.

## Balassa-Samuelson-Effekt in der Zukunft
Wenn Produktivitätswachstum dann rückläufig ist, kann die Auswirkung des Balassa-Samuelson-Effekts eingeschränkt werden.
Der Markt der handelbaren Güter muss jedoch immer wettbewerbsfähiger sein als der der nicht-handelbaren, allein schon aufgrund seiner Größe. Auf dem Marktplatz der handelbaren Waren stehen alle Hersteller eines Artikels im Wettbewerb mit anderen Herstellern des Artikels. Hersteller nichthandelbarer Güter müssen sich nur gegen die lokale Konkurrenz durchsetzen. Wenn der Wettbewerb die Produktivität steigert, werden tauschbare Güter immer stärkere Wachstumsraten erzeugen als nichthandelbare, was wiederum bedeutet, dass der Balassa-Samuelson-Effekt Bestand haben wird.